# Eressa semifusca
Eressa semifusca är en fjärilsart som beskrevs av George Francis Hampson. Eressa semifusca ingår i släktet Eressa och familjen björnspinnare. Inga underarter finns listade i Catalogue of Life.